# Ivan Grdešić
Ivan Grdešić (Zagreb, 18. svibnja 1952.), hrvatski politolog i diplomat.
Diplomirao je, magistrirao i doktorirao na FPZG-u. Od 2000. do 2004. bio je veleposlanik Republike Hrvatske u SAD-u, te u Ujedinjenoj Kraljevini Velike Britanije i Sjeverne Irske od 2012. do 2017. Bio je predsjednik Hrvatskog politološkog društva, a kao stipendist Fulbrightove zaklade 1992. – 1993. i 1999. – 2000. boravio je kao gostujući profesor na sveučilištima u SAD. Bio je redoviti profesor u trajnom zvanju na Fakultetu političkih znanosti u Zagrebu gdje je predavao Politički sustav Hrvatske, Političko odlučivanje, Lokalnu demokraciju i Komparativne javne politike. U mirovini je od 1. listopada 2017. Od siječnja 2019. profesor je Fakulteta za međunarodne odnose i diplomaciju na međunarodnom sveučilištu Libertas, gdje predaje kolegije Međunarodni odnosi na diplomskom studiju te Diplomacija na preddiplomskom studiju. Od rujna 2019. je dekan tog Fakulteta.
Autor je knjiga Političko odlučivanje (1995.) i Osnove analize javnih politika (2006.), a njegovi znanstveni i istraživački interesi vezani su ponajprije uz hrvatski politički sustav, javne politike i policy analizu.
Predsjednik je Savjeta za politički sustav Socijaldemokratske partije Hrvatske (SDP). 